# Pteridium feei
Pteridium feei là một loài thực vật có mạch trong họ Dennstaedtiaceae. Loài này được (W. Schaffn. ex Fée) Faull miêu tả khoa học đầu tiên năm 1938.